# Markušovské steny
Markušovské steny je národní přírodní památka v oblasti Slovenského ráje. Nachází se v katastrálním území obcí Markušovce a Odorín v okrese Spišská Nová Ves v Košickém kraji. Území bylo vyhlášeno v roce 1976 a novelizováno v roce 1987 na rozloze 13,44 ha. Ochranné pásmo nebylo stanoveno.

## Markušovský skalní hřib
Centrální části národní přírodní památky Markušovské steny na strmém svahu ve výšce 470 m n. m. dominuje Markušovský skalní hřib, nejznámější a nejlépe vyvinutý hřibovitý skalní útvar na Slovensku.